# El Pont d'Alentorn
El Pont d'Alentorn es una entidad de población española del municipio de Artesa de Segre, perteneciente a la provincia de Lérida, en la comunidad autónoma de Cataluña. En 2022, la entidad singular de población tenía empadronados veintiséis habitantes y el núcleo de población, los mismos.